# Regina Hall
Regina Lee Hall (Washington, 12 december 1970) is een Amerikaans filmactrice.

## Carrière
Regina Hall verscheen voor het eerst in een reclamespotje op haar 26e jaar. Ze startte in 1992 met een eenmalige rol in de soapserie Loving. Ze speelde in een aantal televisieseries, waaronder Ally McBeal en Law & Order: Los Angeles.
Hall werd bekend als het personage Brenda Meeks in de Scary Movie-filmreeks. Ze speelt ook in de films Girls Trip (2017), Little (2019) en Shaft (2019), en werd geprezen om haar rol als Lisa Conroy in de comedyfilm Support the Girls.
Ze behaalde in 1997 haar master's degree voor journalistiek aan de Universiteit van New York.

## Filmografie
* Uitgezonderd eenmalige afleveringen